# Washington Diplomats
Washington Diplomats – amerykański klub piłkarski z siedzibą w Waszyngtonie. Drużyna występowała w lidze NASL, a jego domowym obiektem był Robert F. Kennedy Stadium, a obiektami domowymi halowego zespołu była hala D.C. Armory. Zespół istniał w latach 1974–1981.

## Historia
Klub został założony w 1974 roku przez Madison Square Garden Corporation. Klub podczas występów w lidze NASL nie odnosił zbyt wielkich sukcesów. Największymi osiągnięciami klubu w lidze był awans do fazy play-off ligi (1976, 1978, 1979, 1980). W latach 1975–1976 klub występował także w halowej lidze NASL. W 1980 roku do zawodnikiem klubu został jeden z najlepszych piłkarzy w historii piłki nożnej – Johan Cruijff, co spowodowało wzrost frekwencji na meczach ligowych zespołu, która sięgała nawet 20.000 widzów.
Po sezonie 1980 klub z powodu straty (6.000.000 dolarów) i niezdolności finansowej został rozwiązany, jednak ponownie powstał w 1981 roku jako kontynuator tradycji Detroit Express, ale po sezonie 1981 klub został ostatecznie rozwiązany. W latach 1988–1990 istniała drużyna Washington Diplomats występujący w lidze APSL.

### Rywale
Największymi rywalami Washington Diplomats w lidze NASL był New York Cosmos, gdyż w obu zespołach grały najwybitniejsi piłkarze w historii: Johan Cruijff (Washington Diplomats) oraz Pelé, Franz Beckenbauer i Giorgio Chinaglia (New York Cosmos). Podczas meczów Washington Diplomats z New York Cosmos na widowni niemal zawsze był komplet widzów.

## Osiągnięcia

### Nagrody indywidualne
Jedenastka Sezonu NASL
- 1980: Johan Cruijff

Jedenastka Dublerów NASL
- 1976: Eric Martin

Wyróżnienia NASL
- 1974: Alan Spavin
- 1975: Tommy McConville
- 1980: Alan Green

## Sezon po sezonie
| Sezon | Liga | Bilans meczów | Sezon                                                | Playoff                | Śr. frekwencja |
| ----- | ---- | ------------- | ---------------------------------------------------- | ---------------------- | -------------- |
| 1974  | NASL | 7–12–1        | 4.miejsce, Dywizja Wschodnia                         | Nie zakwalifikował się | 4,975          |
| 1975  | NASL | 12–10         | 3.miejsce, Dywizja Wschodnia                         | Nie zakwalifikował się | 8,847          |
| 1976  | NASL | 14–10         | 3.miejsce, Dywizja Wschodnia, Konferencja Atlantycka | Pierwsza runda         | 5,963          |
| 1977  | NASL | 10–16         | 4.miejsce, Dywizja Wschodnia, Konferencja Atlantycka | Nie zakwalifikował się | 13,037         |
| 1978  | NASL | 16–14         | 2.miejsce, Dywizja Wschodnia, Konferencja Narodowa   | Pierwsza runda         | 10,783         |
| 1979  | NASL | 19–11         | 2.miejsce, Dywizja Wschodnia, Konferencja Narodowa   | Pierwsza runda         | 11,973         |
| 1980  | NASL | 17–15         | 2.miejsce, Dywizja Wschodnia, Konferencja Narodowa   | Pierwsza runda         | 19,205         |
| 1981  | NASL | 15–17         | 3.miejsce, Dywizja Wschodnia, Konferencja Narodowa   | Pierwsza runda         | 16,106         |

### Halowa NASL
| Sezon | Liga        | Bilans meczów | Sezon                      | Playoff                | Śr. frekwencja |
| ----- | ----------- | ------------- | -------------------------- | ---------------------- | -------------- |
| 1975  | Halowa NASL | 0–2           | 4.miejsce, Region 3        | Nie zakwalifikował się |                |
| 1976  | Halowa NASL | 1-1           | 2.miejsce, Region Wschodni | Nie zakwalifikował się |                |

## Trenerzy
- 1978–1981:  Gordon Bradley
- 1981:  Ken Furphy